# Liguilla Pre-Conmebol (Chile)
La Liguilla Pre-Conmebol  fue una competición de fútbol de Chile consistente en un partido o serie de partidos clasificatorios para la Copa Conmebol, jugada desde 1993 hasta 1996.

## Historial

### Liguilla Pre-Conmebol 1993
Primera Llave
| 14 de julio de 1993 | Colo-Colo                                                                      | 1:1 (4:3 p.)               | Everton                                                                             | Estadio Nacional de Santiago, Santiago                    |                                                           |
|                     | Jaime Pizarro 28'                                                              |                            | Mauro Meléndez 82'                                                                  | Asistencia: 12.455 espectadores Árbitro(s): Iván Guerrero | Asistencia: 12.455 espectadores Árbitro(s): Iván Guerrero |
|                     |                                                                                | Tiros desde el punto penal |                                                                                     |                                                           |                                                           |
|                     | George Biehl · Javier Margas · Eduardo Vilches · Jaime Pizarro · Juan Castillo |                            | Carlos Rojas · Mauro Meléndez · Wilsón Núñez · Juan Carlos Kopriva · Iván Herrera · |                                                           |                                                           |

Segunda Llave
| 21 de julio de 1993 | Colo-Colo                                                                      | 1:1 (5:3 p.)               | Unión Española                                                   | Estadio Nacional de Santiago, Santiago                    |                                                           |
|                     | Juan Castillo 72'                                                              |                            | Claudio Figueroa 64'                                             | Asistencia: 23.480 espectadores Árbitro(s): Enrique Marín | Asistencia: 23.480 espectadores Árbitro(s): Enrique Marín |
|                     |                                                                                | Tiros desde el punto penal |                                                                  |                                                           |                                                           |
|                     | Marcelo Vega · George Biehl · Leonel Herrera · Eduardo Vilches · Jaime Pizarro |                            | Juan Carreño · José Luis Sierra · Mario Salas · Ricardo González |                                                           |                                                           |

 Colo-Colo clasifica a la Copa Conmebol 1993.

### Liguilla Pre-Conmebol 1994
Clasificaron a esta instancia los equipos que terminaron 2.º y tercero en la Copa Chile 1994 a un partido único,  es decir los equipos de U de Chile y O'Higgins de Rancagua para enfrentarse en cancha neutral, para definir al representante nacional para la Copa Conmebol 1994.Siendo U de Chile el Ganador del Partido por 1-0 y accediendo al Certamen.
| 16 de septiembre de 1994 | Universidad de Chile | 1:0 | O'Higgins | Estadio Nacional, Santiago                               |  |
|                          |                      |     |           | Asistencia: 20000 espectadores Árbitro(s): Iván Guerrero |  |

 Universidad de Chile clasifica a la Copa Conmebol 1994.

### Liguilla Pre-Conmebol 1996
Partido entre el ganador de la primera rueda del Campeonato de Primera División 1996 y el ganador de la primera rueda del Campeonato de Primera B 1996 para determinar quien clasifica a la Copa Conmebol 1996
Partido de ida
| 24 de agosto de 1996 | Cobresal | 2:0 | Cobreloa | El Cobre, El Salvador |  |

Partido de vuelta
| 31 de agosto de 1996                                                                                 | Cobreloa | 6:1 | Cobresal | Estadio Municipal de Calama, Calama |  |
| No corre diferencia de gol. Como ambos ganan sus partidos, se juega un alargue que Cobreloa gana 1:0 |          |     |          |                                     |  |

 Cobreloa clasifica a la Copa Conmebol 1996.

## Palmarés
| Año  | Campeón              |
| ---- | -------------------- |
| 1993 | Colo-Colo            |
| 1994 | Universidad de Chile |
| 1995 | No se disputó        |
| 1996 | Cobreloa             |

## Participaciones por equipo
- Colo-Colo, 1 (1993)
- Everton, 1 (1993)
- Unión Española, 1 (1993)
- Universidad de Chile, 1 (1994)
- O'Higgins, 1 (1994)
- Cobreloa, 1 (1996)
- Cobresal, 1 (1996)